# Eunice paupera
Eunice paupera är en ringmaskart som beskrevs av Grube 1878. Eunice paupera ingår i släktet Eunice och familjen Eunicidae. Inga underarter finns listade i Catalogue of Life.